# Erik Schoerner
Erik Yngve Otto Schoerner, född 12 augusti 1913 i Stockholm, död 14 augusti 2007 i Umeå, var en svensk vattenrättsingenjör, tecknare, grafiker och målare.
Han var son till marinöverdirektören Yngve Schoerner och Hildur Åhman och från 1946 gift med konstnären Astrid Charlotta Emelia Tobiasson-Schoerner. Efter avlagd civilingenjörsexamen i Stockholm arbetade Schoerner under flera år som vattenrättsingenjör vid Nedre Norrbygdens vattendomstol i Umeå. Som konstnär var han autodidakt och bedrev självstudier under resor till Spanien och Frankrike. Han medverkade bland annat i utställningarna God konst i alla hem i Stockholm 1951 och 1953, Sveriges allmänna konstförenings vårsalonger på Liljevalchs konsthall och i utställningen Svart och vitt på Konstakademien i Stockholm. 